# الخيال الأدبي (تصنيف أدبي)

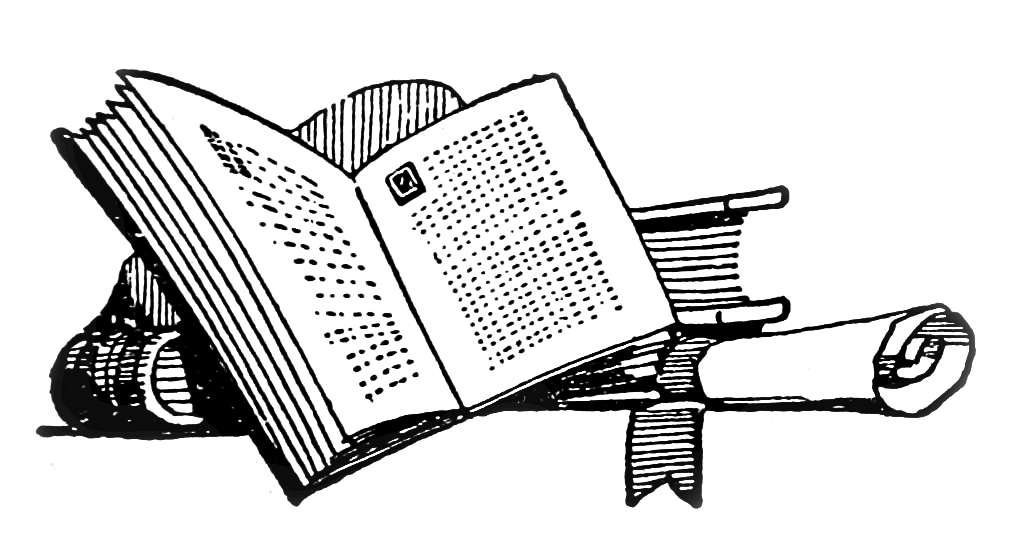
زخرفة من مجلة عام 1923

الخيال الأدبي/الخيال السائد/الخيال غير النوعي/الخيال الجدي/الأدب العالي/الأدب الفني/الأدب جميعها مسميات في تجارة الكتب تشير إلى روايات السوق التي لا تتناسب بدقة مع النوع الراسخ (انظرالى خيال النوع) أو بخلاف ذلك ترجع إلى الروايات التي تحركها الشخصية بدلاً من الحبكة، تفحص العادة البشرية أو تستخدم اللغة بطريقة تجريبية أو شعرية أو ببساطة أو تعتبر مجرد فن جاد.: 115,131
غالبًا ما يُستخدم الخيال الأدبي كمرادف للأدب بالمعنى الحصري للكتابات التي تعتبر على وجه التحديد أن لها ميزة فنية كبيرة. في حين أن الخيال الأدبي عادة ما يعتبر متفوق فنيًا على خيال النوع بشكل عام لكن الاثنان لا يستبعد أحدهما الآخر وأيضًا شخصيات أدبية كبرى استخدمت أنواع الخيال العلمي وادب الجريمة والرومانسية وغيرها لإنشاء أعمال أدبية، علاوة على ذلك فقد تطورت دراسة الخيال من النوع داخل الأوساط الأكاديمية في العقود الأخيرة.: 115،131
Slipstream او سليب ستريم هو (نوع أدبي؛ نوع من الخيال الرائع أو غير الواقعي الذي يتجاوز حدود النوع التقليدي بين الخيال العلمي والخيال) في بعض الأحيان يوجد بين النوع والخيال الغير نوعي.

## الصفات

### التعريف
قد ينطوي الخيال الأدبي على اهتمام شديد بشأن التعليقات الاجتماعية أو النقد السياسي أو انعكاس العادة البشرية. يتناقض هذا مع نوع الخيال حيث الحبكة هي الشاغل الرئيسي، قد يكون لها وتيرة أبطأ من الخيال الشائع. كما قال تيرانس رافيرتي "الخيال الأدبي بطبيعته يسمح لنفسه بالتباطؤ والبقاء على الجمال الضال حتى في خطر ضياع طريقه."، قد تكون الأعمال الأخرى أكثر اهتمامًا بأسلوب الكتابة وتعقيدها: يصف ساريكس الخيال الأدبي بأنه "مكتوب بأناقة وغنائي، ومتعدد المستويات".
على عكس الخيال المتعارف عليه فإن الخيال الأدبي يشير إلى الخيال الواقعي للشخصية البشرية أو على نطاق أوسع "جميع الروايات الخيالية الجادة خارج نطاق السوق" من الأنواع على سبيل المثال الخيال العلمي أو الفانتازيا أو الإثارة أو الأفلام الغربية الأمريكية. عرّف جيف بروشر الأدب السائد بأنه "أدب واقعي لا ينتمي إلى فئة تسويقية (خاصة الخيال العلمي أو الفانتازيا أو الرعب) ".
في سياق الخيال العلمي فقد عرّف بريان ستابلفورد الخيال الأدبي بأنه "تقليد كان ولا زال غير مبال بتقدم العلم، إن لم يكن يجهله بفخر". كتب جيمس غان أن "مجتمع الخيال العلمي يستخدم كلمة التيار السائد لوصف الخيال الذي يحظى بالاهتمام الذي يريدونه؛ والكلمة هي اعتراف بأن الخيال العلمي يعتبر تيارًا جانبيًا ورافدًا.
وأيضا أشار غان إلى الفرق بين التيار التجاري والأدبي السائد مع المؤلفين السابقين الذين تحظى أعمالهم بشعبية الأكثر مبيعًا، والأخيرة بصفتها أعمال يُنظر إليها على أنها "فن"، كما أشار إلى وجود تناقض بين هذه الأمور؛ حيث "يُنظر إلى أرقام المبيعات المرتفعة عمومًا على أنها تعني أن المؤلف قد باع جميع كتبه" وتركت الاتجاه الأدبي السائد، كما عرّف الاتجاه الأدبي السائد بأنه "يهيمن عليه المجتمع الأدبي الأكاديمي أساتذة الأدب بالجامعات والنقاد رفيعو المستوى للمنشورات المرموقة مثل ملحق مراجعة كتاب نيويورك تايمز بوك ومجلة نيويورك ريفيو أوف بوكس ومجلة النيويوركر": والكتاب الذين يأخذون المجموعتين الأولى على محمل الجد". وفقًا لغان فإن مجال الخيال الأدبي في الولايات المتحدة مؤطر بشكل كبير من خلال روايات أوائل القرن العشرين والقانون الكلاسيكي المصنوع من أعمال مؤلفين مثل فيرجينيا وولف وجيمس جويس أو هنري جيمس ( جميعهم من اصول أوروبية).

#### الكتب الكلاسيكية
يشمل الخيال الأدبي الى العمل الادبي الكلاسيكي: أي الأعمال التي توجد في أي تخصص تم قبوله على أنه نموذجي أو جدير بالملاحظة، يتضمن ذلك إدراجها في قائمة الكتب الرائعة. إن مصطلحي "الكتاب الكلاسيكي" و"المرجعية الأدبية الغربية" مفهومان مترابطان ارتباطًا وثيقًا لكنهما ليسا بالضرورة مترادفين، تشير كلمة "كانون" إلى قائمة الكتب التي تعتبر "ضرورية" ويتم تقديمها بعدة طرق، يمكن نشرها كمجموعة مثل كتاب الكتب العظيمة في العالم الغربي أو المكتبة الحديثة أو كلاسيكيات البطريق أو تقديمها كقائمة من قبل أكاديمية مثل هارولد بلوم أو أن تكون قائمة القراءة الرسمية لمؤسسة من مؤسسات التعليم العالي.
صرح روبرت ماينارد هاتشينز في مقدمة عام 1952 لكتاب "الكتب العظيمة في العالم الغربي":
حتى الآونة الأخيرة فقد أعتبر الغرب أنه من البديهي أن الطريق إلى التعليم يكمن في الكتب العظيمة ولن يتعلم أي إنسان إلا إذا كان على دراية بروائع تقاليده، لم يكن هناك شك كبير في ذهن أي شخص حول ماهية هذه الروائع، لقد كانت الكتب التي بقيت وعاشت والتي وصفها الصوت المشترك للبشرية بأنها أفضل إبداعات العقل الغربي في الكتابة.
ومع ذلك أشار بن بوفا في ملاحظته على التمييز بين الأعمال النوعية والأعمال غير النوعية إلى أن "أدب الفانتازيا أو الخيال كان التيار الرئيسي لروايات القصص العالمية من وقت بدء كتابة القصص حتى بداية القرن السابع عشر" وأن الكلاسيكيات القديمة لديها قواسم مشتركة مع الأعمال الخيالية الحديثة أكثر من نوع الخيال الأدبي السائد.

##### الثقافة العالية
يمكن اعتبار الخيال الأدبي مثالاً على "الثقافة العالية" ويتناقض مع "الثقافة الشعبية" و"الثقافة الجماهيرية".
عرّف الشاعر والناقد ماثيو أرنولد "الثقافة" في كتابه "الثقافة والفوضى" (1869) بأنها "المسعى غير المهتم بعد كمال الإنسان" الذي يتم السعي إليه والحصول عليه وتحقيقه من خلال الجهد " لمعرفة أفضل ما قيل وفكر في العالم"، مثل هذا التعريف الأدبي للثقافة العالية يشمل أيضًا الفلسفة، اقترحت فلسفة الجمال الثقافة العالية كقوة للصالح الأخلاقي والسياسي.

###### الجدارة الأدبية
منذ عام 1901 مُنحت جائزة نوبل في الأدب بشكل متكرر لمؤلفي الخيال الأدبي، تُمنح هذه الجائزة السنوية الى أي كاتب بغض النظر عن بلده يكون قد أنتج العمل الأكثر تميزًا في مجال الخيال الأدبي في اتجاه المثالي، على الرغم من أن الأعمال الفردية يُشار إليها أحيانًا على أنها جديرة بالملاحظة بشكل خاص إلا أن الجائزة تعتمد على مجموعة أعمال المؤلف ككل.
جائزة بوكر الدولية هي جائزة بريطانية مماثلة تُمنح لروايات الخيال الأدبي المتميزة المترجمة إلى الإنجليزية وهذا يعد استكمالا لجائزة بوكر السابقة التي تُمنح للخيال باللغة الإنجليزية ويتم اختيار كلا القاضيين من بين كبار النقاد الأدبيين والكتاب والأكاديميين والشخصيات العامة. إن عملية تحكيم بوكر ومفهوم "أفضل كتاب" الذي يتم اختياره من قبل عدد صغير من المطلعين الأدبيين أمر مثير للجدل بالنسبة للكثيرين، كتب المؤلف أميت تشودري: "إن فكرة أن "كتاب العام" يمكن تقييمه سنويًا من قبل مجموعة من الأشخاص، إن القضاة الذين يتعين عليهم قراءة كتاب واحد تقريبًا يوميًا فهي فكرة سخيفة وكذلك فكرة أن هذه طريقة لتكريم الكاتب".

## النقد
أعرب جون أبدايك في إحدى المقابلات عن أسفه لأن "فئة" الخيال الأدبي "ظهرت مؤخرًا لتعذيب الأشخاص مثلي الذين شرعوا للتو في تأليف الكتب وإذا أراد أي شخص قراءتها فهذا رائع، كلما زاد المرح ... أنا كاتب نوعي من نوع ما.. أنا أكتب الخيال الأدبي الذي يشبه رواية التجسس أو الأدب النسائي (شيك ليت)." وبالمثل في برنامج تشارلي روز فقد ناقش أبدايك بأن هذا المصطلح عند تطبيقه على عمله يحد منه بشكل كبير ومن توقعاته لما قد يأتي من كتاباته لذلك فهو حقًا لا يعجبه ذلك، كذلك أشار إلى أن جميع أعماله أدبية وذلك ببساطة لأنها "مكتوبة بالكلمات".
أشار جيمس غان إلى أن محبي هذا النوع ونقاده ينتقدون الاتجاه السائد باعتباره عاديًا مع "إيحاءات متعمدة من البلادة والدنيوية والواقعية الغير الملهمة"، انتقد الروايات الخيالية السائدة باعتبارها أصبحت راكدة ومهمشة بشكل متزايد. وقد ردد آخرون هذا الرأي على سبيل المثال كتب آدم روبرت: "ليس الأمر أن (SFF) (الخيال العلمي والفانتازيا) هو حي داخل مدينة "الخيال الأدبي" المجيدة ولكن العكس، إن الروايات "الأدبية" تباع بشكل سيء للغاية وبشكل عام تنتمي الثقافة الشعبية بشكل رئيسي إلى الخيال العلمي والفانتازيا، ثمانية عشر من أعلى عشرين فيلمًا على الإطلاق هي من أفلام الخيال العلمي والفانتازيا، إن الجميع يتعرف على أيقونات الخيال العلمي والفانتازيا والميمات. 
تم اتهام النقاد والقراء للروايات الخيالية السائدة بـ "النفج" عندما يتعلق الأمر بكراهيتهم للأدب الخيالي.

## أنظر أيضا
- فلسفة الجمال
- النقد الأدبي
- النوع الأدبي
- النظرية الأدبية
- بيان القارئ
- خيال ثقافة البوب
- أدب ما بعد الحداثة
- الرواية الأمريكية العظيمة

## بيبلوغرافيا
- ساريكس، جويس (2009). دليل القراء الاستشاري لنوع الخيال (الطبعة الثانية). إصدارات علاء. ص. 402.
- ساريكس، جويس (2005). خدمة القراء الاستشارية في المكتبة العامة (الطبعة الثالثة). إصدارات علاء. ص. 211.